# اليكسيس الارت
اليكسيس الارت (7 أغسطس 1986 بشارفيل-ميزيير في فرنسا - ) (بالفرنسية: Alexis Allart)‏ هو لاعب كرة قدم فرنسي في مركز الهجوم. شارك مع منتخب فرنسا تحت 16 سنة لكرة القدم. أما مع النوادي، فقد لعب مع سي أ باستيا ونادي إستر ونادي بولون ونادي سيدان ونادي شاتورو ونادي لوهان كويسو ونادي موسكرون ونادي موناكو وTOT S.C. ‏.

## وصلات خارجية
- اليكسيس الارت على موقع رابطة كرة القدم الفرنسية للمحترفين (الإنجليزية)
- اليكسيس الارت على موقع قاعدة بيانات كرة القدم.إي يو (الإنجليزية)
- اليكسيس الارت على موقع Soccerway.com (الإنجليزية)